# Trompetknooppunt

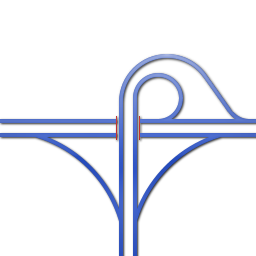
Schematische weergave van een trompetknooppunt

Een trompetknooppunt of trompetaansluiting is een ongelijkvloers knooppunt tussen een doorgaande autosnelweg en een begin/eindpunt van een snelweg. Er is slechts één kunstwerk nodig, het is dan ook een goedkope oplossing. Nadelen zijn de kleine boogstralen bij het rijden in "de trompet", en het indirecte links afslaan (het draaien gebeurt ná het passeren van de autosnelweg).

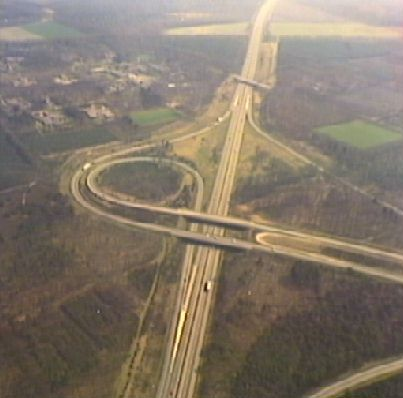
Knooppunt Grijsoord anno 1984

Een voorbeeld in Nederland is knooppunt Grijsoord, waar de A50 vanuit het zuiden aansluit op de A12 (weliswaar met twee kunstwerken). Een voorbeeld in België is het knooppunt Beveren, waar de R2 aansluit op de E34.
Als een trompetknooppunt gespiegeld wordt aangelegd dan spreekt men van een omgekeerd trompetknooppunt. Een voorbeeld hiervan is knooppunt De Stok bij Roosendaal waar de A17 en de A58 bij elkaar komen.